# Distrikt Chicche
Der Distrikt Chicche liegt in der Provinz Huancayo in der Region Junín in Zentral-Peru. Der Distrikt wurde am 2. Dezember 1961 gegründet. Er besitzt eine Fläche von 39,3 km². Beim Zensus 2017 wurden 779 Einwohner gezählt. Im Jahr 1993 lag die Einwohnerzahl bei 1985, im Jahr 2007 bei 1271. Sitz der Distriktverwaltung ist die 3540 m hoch gelegene Ortschaft Chicche mit 206 Einwohnern (Stand 2017). Chicche befindet sich 27 km südsüdwestlich der Provinz- und Regionshauptstadt Huancayo.

## Geographische Lage
Der Distrikt Chicche befindet sich im Andenhochland im Westen der Provinz Huancayo. Der Distrikt liegt am Nordufer des nach Osten fließenden Río Canipaco.
Der Distrikt Chicche grenzt im Nordwesten und im Norden an die Distrikte Yanacancha und Chongos Bajo (beide in der Provinz Chupaca), im Nordosten und im Osten an den Distrikt Colca, im Südosten an den Distrikt Chacapampa sowie im Süden an den Distrikt Chongos Alto.

## Ortschaften
Im Distrikt gibt es neben dem Hauptort folgende größere Ortschaften:
- Potaca Vista Alegre (252 Einwohner)
- Quishuar